# Sean Hayes
Sean Patrick Hayes (Chicago, 26 juni, 1970) is een Amerikaans acteur.
Hij begint zijn professionele carrière als muzikaal directeur van het Pheasant Run Theater in Chicago. Als hij daar genoeg van heeft verhuist hij in de lente van 1995 naar Los Angeles en vindt een baantje in een restaurant. Zijn eerste doorbraak in de showbizzwereld maakt hij als hij op tournee gaat door Amerika met de kerstshow van Kenny Rogers.
In 1997 speelt hij in een aantal commercials waardoor hij de aandacht op zich richt. Dit leidt uiteindelijk tot zijn rol als Jack McFarland in de hitcomedy Will & Grace. In 1998 wint hij voor deze rol een Emmy Award voor beste mannelijke bijrol. Verder speelde hij in de film The Bucket List, naast Jack Nicholson en Morgan Freeman.

## Film
| Jaar | Titel                                                | Rol                                    | Notities       |
| ---- | ---------------------------------------------------- | -------------------------------------- | -------------- |
| 1996 | A&P                                                  | Sammy                                  |                |
| 1998 | Billy's Hollywood Screen Kiss                        | Billy Collier                          |                |
| 2000 | Buzz Lightyear of Star Command: The Adventure Begins | Brain Pod #13                          | Stem           |
| 2001 | Cats & Dogs                                          | Mr. Tinkles                            | Stem           |
| 2003 | Pieces of April                                      | Wayne                                  |                |
| 2003 | The Cat in the Hat                                   | Mr. Hank Humberfloob / Stem van de Vis |                |
| 2004 | Win a Date with Tad Hamilton!                        | Richard Levy the Shameless             |                |
| 2005 | Roberto the Insect Architect                         | Verteller                              |                |
| 2007 | The Bucket List                                      | Matthew                                |                |
| 2008 | Soul Men                                             | Danny Epstein                          |                |
| 2008 | Igor                                                 | Brain                                  | Stem           |
| 2010 | Cats & Dogs: The Revenge of Kitty Galore             | Mr. Tinkles                            | Stem           |
| 2012 | The Three Stooges                                    | Larry Fine                             |                |
| 2012 | Hit and Run                                          | Sandy Osterman                         |                |
| 2013 | Monsters University                                  | Terri Perry                            | Stem           |
| 2014 | How Murray Saved Christmas                           | Edison Elf                             | Stem           |
| 2017 | The Emoji Movie                                      | Steven                                 | Stem           |
| 2020 | Lazy Susan                                           | Susan O'Connell                        |                |
| 2022 | Am I Ok?                                             | Stu                                    | Post-productie |

- Bibliothèque nationale de France: cb14186017q (data)
- Catàleg d'autoritats de noms i títols de Catalunya: 981058526576506706
- Gemeinsame Normdatei: 141944056
- International Standard Name Identifier: 0000 0000 8121 0456
- Library of Congress Control Number: no2002032593
- MusicBrainz: 6fd5cc27-a9e6-4f33-a510-bb51fc97dca2
- Nationale Bibliotheek van Tsjechië: xx0177085
- Nationale Bibliotheek van Israël: 987007454524705171
- Nederlandse Thesaurus van Auteursnamen: 353042811
- Système universitaire de documentation: 150961804
- Virtual International Authority File: 42050644
- WorldCat: E39PBJkMDYGFtwpw6Jp9pXJxDq